# Dème de Pindós

Le dème de Pindós, en grec moderne : Δήμος Πινδαίων / Dímos Pindéon, est un ancien dème du district régional de Tríkala, en Thessalie, Grèce. Depuis  2010, il est fusionné au sein du dème de Pýli.
Selon le recensement de 2011, la population du dème compte 917 habitants.